# Monk (Rapper)

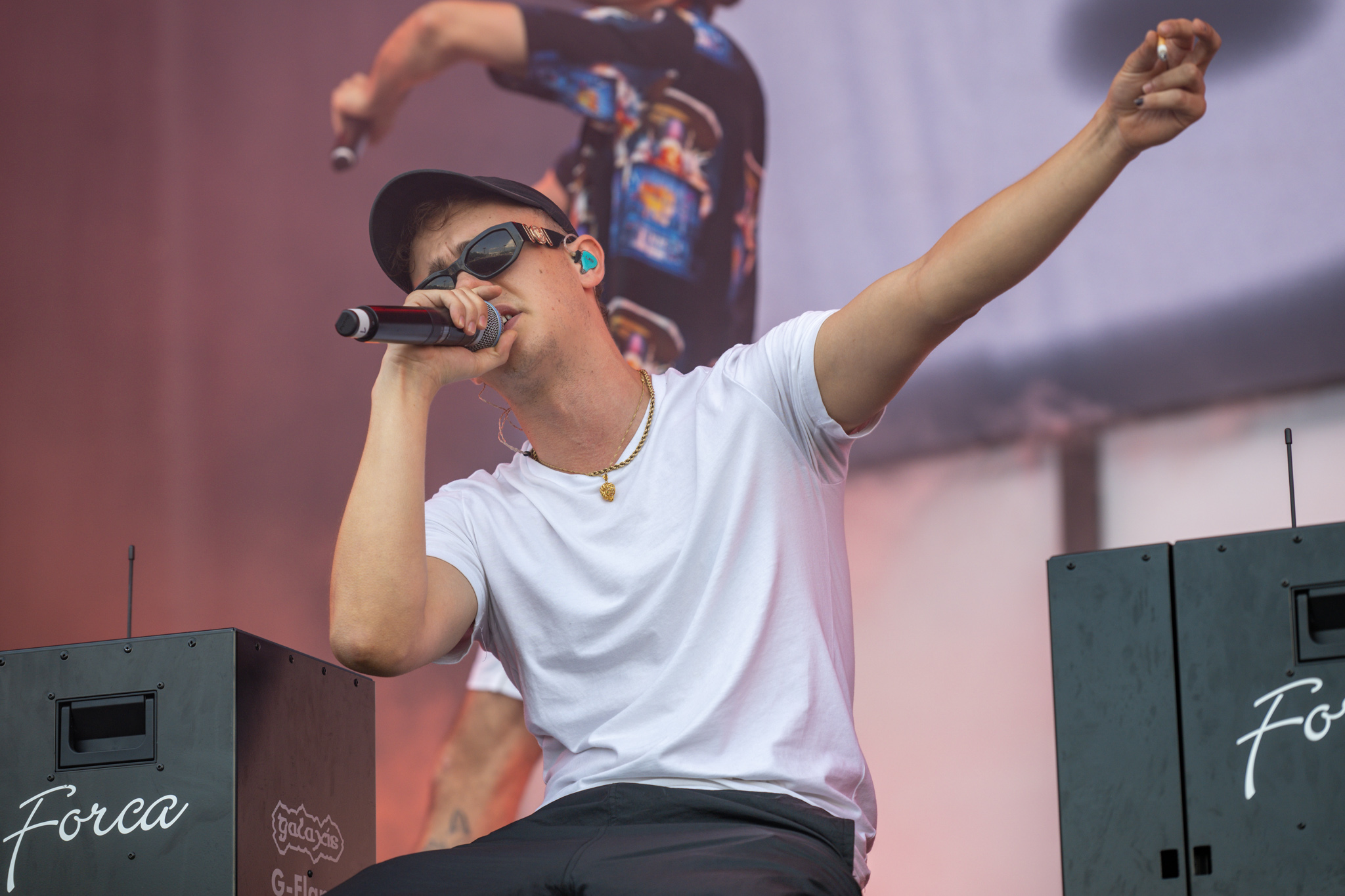
Monk (2022)

Monk (* 1999 in Berlin; eigentlich Sascha Witte) ist ein deutscher Rapper. Er ist Teil der Rapcrew BHZ aus Berlin-Schöneberg.

## Leben
Monk ist Gründungsmitglied der Rapgruppe BHZ aus Berlin-Schöneberg. 2016 veröffentlichte er mit BHZ Squad seinen ersten Solotrack. Während der Zeit wandelte sich sein Musikstil von klassischem Rap hin zum Trap. Im Januar 2018 erschien seine erste EP Monk EP.
Am 18. September 2020 erschien sein Soloalbum Hellwach. Da auch die Mitglieder seiner Crew dabei sind, wird es unter dem Interpreten Monk & BHZ geführt. Das Album erreicht Platz 9 der deutschen Charts. Ebenfalls erfolgreich sind einige seiner Singles, die in die deutschen Charts einsteigen.

## Diskografie

### Studioalben
| Jahr | Titel     | Höchstplatzierung, Gesamtwochen, AuszeichnungChartplatzierungen (Jahr, Titel, Platzierungen, Wochen, Auszeichnungen, Anmerkungen) | Höchstplatzierung, Gesamtwochen, AuszeichnungChartplatzierungen (Jahr, Titel, Platzierungen, Wochen, Auszeichnungen, Anmerkungen) | Anmerkungen                              |
| Jahr | Titel     | DE | AT | Anmerkungen                              |
| ---- | --------- | --- | --- | ---------------------------------------- |
| 2020 | Hellwach  | DE9 (1 Wo.)DE | AT36 (1 Wo.)AT | Erstveröffentlichung: 18. September 2020 |
| 2024 | Küss Herz | DE29 (1 Wo.)DE | — | Erstveröffentlichung: 6. Dezember 2024   |

### EPs
- 2018: Monk EP

### Singles
| Jahr | Titel Album                              | Höchstplatzierung, Gesamtwochen, AuszeichnungChartsChartplatzierungen (Jahr, Titel, Album, Platzierungen, Wochen, Auszeichnungen, Anmerkungen) | Anmerkungen                                                         |
| Jahr | Titel Album                              | DE | Anmerkungen                                                         |
| --- | ---------------------------------------- | --- | ------------------------------------------------------------------- |
| 2020 | Cripwalks –                              | DE89 (1 Wo.)DE | BHZ mit Pashanim & Monk                                             |
| 2020 | Loud Hellwach                            | DE69 (1 Wo.)DE | Monk & BHZ feat. Longus Mongus                                      |
| 2021 | Overdose –                               | DE98 (1 Wo.)DE | BHZ × Monk × Longus Mongus                                          |
| 2021 | Church –                                 | DE84 (1 Wo.)DE | BHZ × Monk × Dead Dawg × Big Pat                                    |
| 2021 | Blueberry Yum Yum –                      | DE67 (1 Wo.)DE | BHZ, Monk, Dead Dawg & Ion Miles                                    |
| 2022 | Secco Maracuja –                         | DE66 (1 Wo.)DE | SiraOne, Monk & Longus Mongus feat. Themba                          |
| 2022 | Runnin –                                 | DE36 (2 Wo.)DE | BHZ × Monk × Longus Mongus × Ion Miles × Dead Dawg × Big Pat        |
| 2023 | Purple Rain –                            | DE67 (1 Wo.)DE | BHZ × Monk                                                          |
| 2023 | Crash Dummy –                            | DE24 (4 Wo.)DE | BHZ × Monk × Ion Miles                                              |
| Folgende Lieder erschienen nicht als Single, wurden aber durch das Album zum Download und Streaming bereitgestellt und konnten somit eine Platzierung erlangen: |                                          | |                                                                     |
| |                                          | |                                                                     |
| 2023 | Nicht nachmachen!! Denk mal drüber nach… | DE14 (3 Wo.)DE | Charteinstieg: 20. Oktober 2023 Ski Aggu feat. Monk & Longus Mongus |

Weitere Singles
- 2018: Ich zeige dir wie es geht (mit BHZ)
- 2018: Hack (mit Dashiell & MCNZI)
- 2019: Du hast kein Leben (mit KazOnDaBeat)
- 2019: Stiftung Warentest (mit Chapo102 & 102 Boyz)
- 2020: Zurück zu dir (mit Inoffiziell, Goldenboy, Chapo102 & Kasimir1441)
- 2021: Pausenlos Leben (mit KazOnDaBeat)
- 2021: Lass los (mit Ansu)
- 2021: Mon Ami (mit Zeki Aram)
- 2021: Gasoline (mit jaynbeats & Chapo 102)
- 2021: Batzzz Mon€¥ (mit Diloman, Chapo102, Kasimir1441 und Longus Mongus)
- 2023: Katana (mit BHZ; #1 der deutschen Single-Trend-Charts am 1. September 2023[4])